# مهندسی انرژی

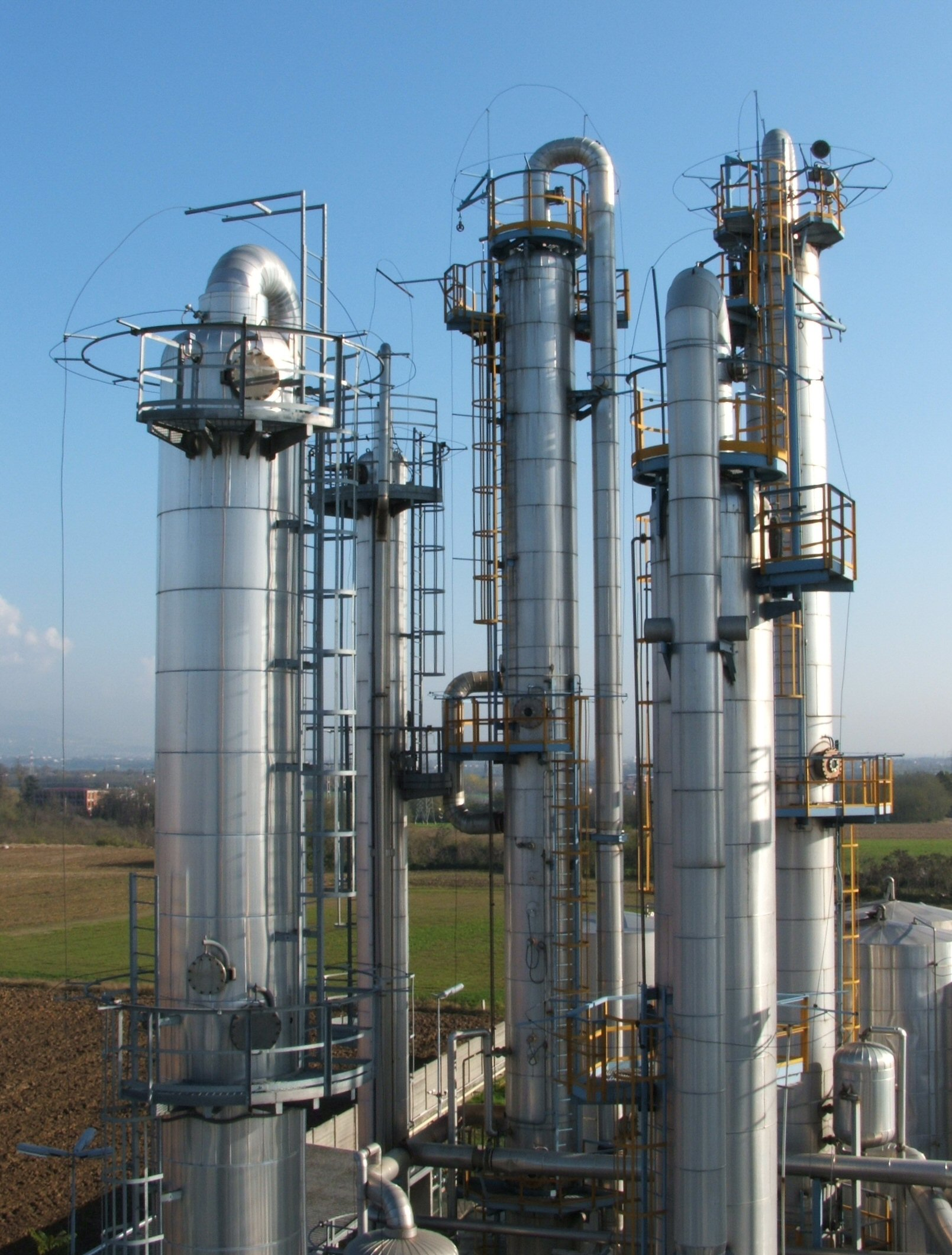

مهندسی انرژی (به انگلیسی: energy engineering) یا مهندسی سیستم‌های انرژی، مجموعه‌ای است شامل درس‌های نظری و عملی برای تربیت کارشناسان آزموده برای طراحی، توسعه، مدیریت و بهره‌برداری از سیستم‌های استخراج، فرآورش، تبدیل، انتقال، توزیع و مصرف انرژی.

## پیشینه
ایجاد رشته مهندسی انرژی در دانشگاه‌ها و مراکز تحقیقاتی از دهه ۱۹۷۰ میلادی با توجه به افزایش سریع قیمت انرژی و ضرورت تربیت نیروهای متخصص در زمینه‌های مختلف انرژی آغاز شد. از اواسط دهه ۱۹۷۰ میلادی و پس از شوک بازار جهانی نفت، با توجه به پیچیدگی‌های مسائل و مشکلات بخش انرژی و احساس نیاز بحرانی کشورها به تربیت نیروهای متخصص جهت یافتن راه حل‌های مناسب در زمینه‌های مختلف انرژی، به تدریج ایجاد مراکز تحقیقاتی و آموزشی در این رابطه در آمریکا، کشورهای بزرگ عضو اتحادیه اروپا و برخی کشورهای آسیایی آغاز شد.
در حال حاضر روند رو به رشد تقاضای انرژی از طریق گسترش سیستم‌های عرضه انرژی و بهره‌برداری از منابع انرژی فسیلی تأمین می‌شود. رشد سریع مصرف انرژی و سهم بالای انرژی‌های فسیلی در تأمین انرژی مورد نیاز بخش‌های مختلف مصرف‌کننده انرژی، موجب سرعت بخشیدن به روند پایان‌پذیری منابع انرژی فسیلی و پخش حجم زیادی از مواد آلاینده در محیط زیست شده است. از سوی دیگر ارتباط گسترده بخش انرژی با تحولات مختلف فنی، علمی، اقتصادی و اجتماعی ایجاب می‌کند تا طراحی، توسعه و بهره‌برداری از سیستم‌های انرژی به صورت بهینه صورت پذیرد.

## ایران
برای اولین بار در کشور در سال ۱۳۷۳ دانشگاه علوم و تحقیقات تهران اقدام به پذیرش دانشجو رشته مهندسی انرژی در مقطع کارشناسی ارشد و دکتری نمود. گروه مهندسی انرژی این دانشگاه که در دانشکده محیط زیست و انرژی واقع می‌باشد دارای ۴ گرایش در مقطع ارشد و یک گرایش در مقطع دکتری می‌باشد.
بعد از آن در سال ۱۳۷۶ ضرورت راه‌اندازی این رشته در شورای تحصیلات تکمیلی و شورای دانشگاه صنعتی شریف مورد تصویب و مجوز رسمی آن در سال ۱۳۷۸ از شورای گسترش در وزارت علوم، تحقیقات و فناوری دریافت شد. پذیرش دانشجو در دوره کارشناسی ارشد مهندسی سیستم‌های انرژی در دانشگاه صنعتی شریف از مهرماه سال ۱۳۷۸ آغاز شد. گروه سیستم‌های انرژی از سال ۱۳۸۱ اقدام به جذب دانشجویان دکتری در چارچوب گرایش تبدیل انرژی در دانشکده مهندسی مکانیک نمود. در سال ۱۳۸۸ برنامه دوره دکتری مهندسی سیستم‌های انرژی در دانشکده مهندسی انرژی تصویب و از سال ۱۳۹۰ اقدام به پذیرش دانشجوی دکتری این رشته نمود. دانشگاه تهران با توجه به نیاز روزافزون کشور به مهندسین این رشته و همچنین اهمیت و جایگاه بالای این رشته در جهان، در سال ۱۳۸۷ شروع به جذب دانشجو در مقطع کارشناسی ارشد رشته مهندسی سیستم‌های انرژی در سه گرایش تکنولوژی، سیستم‌های انرژی و محیط زیست کرد و همچنین این دانشگاه در سال ۱۳۹۰ شروع به جذب دانشجو دکتری در سه گرایش این رشته کرد. فارغ‌التحصیلان این رشته در دانشگاه تهران اکثراً با توجه به دانش و سطح آموزش بالا این رشته در این دانشگاه، اغلب برای ادامه تحصیل به بهترین دانشگاه‌های جهان عزیمت می‌کنند. همچنین دانشگاه صنعتی قم و دانشگاه صنعتی قوچان نیز برای اولین بار در مهرماه ۱۳۹۲ و دانشکده مهندسی انرژی و فیزیک دانشگاه صنعتی امیرکبیر از سال ۱۳۹۴ اقدام به جذب دانشجو در مقطع کارشناسی مهندسی انرژی کردند.

## گرایش‌ها

### سیستم‌های انرژی
در این زمینه پژوهشی، دانشجویان با فراگیری تکنیک‌های شبیه‌سازی سیستم‌های ترکیبی (چرخه تولید، توزیع و مصرف انرژی) مانند سیستم‌های ترکیبی تولید حرارت و قدرت یا تولید هم‌زمان و … با هدف ارزیابی جایگاه حامل‌های انرژی، گامی تخصصی در جهت بررسی سیستم‌ها از دیدگاه مهندسی انرژی برمی‌دارند. علاوه بر این مشکلات بخش انرژی با دیدگاه سنجش فنی و اقتصادی پروژه‌ها، گام بعدی و تکمیلی این تحقیقات خواهد بود. همچنین در این گرایش، به کمک قوانین اساسی علوم مکانیک، ترمودینامیک و برق قدرت به عنوان مبنای مدلسازی اولیه جهت تراز انرژی سیستم‌ها، جهت‌گیری فناوری‌های فعلی را بسوی بهینه‌سازی و حداقل کردن مصرف انرژی می‌برد و همچنین می‌تواند در مدیریت کلان بخش انرژی، تصمیم‌گیری نهاد و سازمان‌های مربوط، دیدگاه‌های تلفیقی برنامه‌ریزی در صنایع و بخش‌های انرژی شامل وزارت نفت و وزارت نیرو کارایی داشته باشد و مدیریت برنامه‌ریزی کشور را با در نظر گرفتن مسائل فنی مرتبط با فرایند انرژی یاری دهد.

### فناوری‌های انرژی
در این زمینه پژوهشی، روش‌های مختلف طراحی مفهومی سیستم‌های تبدیل انرژی پیشرفته، سیستم‌های تولید هم‌زمان برق و حرارت و برودت و همچنین قابلیت انواع سیستم‌های انرژی‌های تجدید پذیر با کمک ابزارهای تحلیلی متفاوت نظیر مدل‌های برنامه‌ریزی ریاضی، مدل‌سازی دینامیک سیالات محاسباتی و انجام آزمایش‌های تجربی مورد بررسی قرار خواهد گرفت. همچنین دانش آموختگان این گرایش می‌توانند با شناخت انواع فناوری‌های پیشرفته انرژی و قابلیت‌های منابع انرژی تجدید پذیر در کشور علاوه بر توسعه دانش فنی در این زمینه، تدوین برنامه‌های گسترش استفاده از فناوری‌های نوین (نقشه راه یا سندهای راه بردی) در کشور را نیز بر عهده گیرند.

### انرژی و محیط زیست
در این زمینه نیز ارتباط متقابل انرژی و محیط زیست به کمک ابزارهای تحلیلی نظیر معادلات دینامیک سیالات، معادلات انتقال جرم و حرارت با در نظر گرفتن تأثیر مسائل اقتصادی مورد بررسی و تجزیه و تحلیل قرار خواهد گرفت. همچنین مدل پخش انواع آلاینده‌ها با استفاده از روش‌های مختلف دینامیک سیالات محاسباتی مورد بررسی قرار خواهد گرفت و دانشجویان می‌توانند با مطالعه و بررسی روش‌های بازیافت انرژی از ضایعات و پسماندها با توجه به مسائل زیست‌محیطی در حفظ و حراست از محیط زیست و کاهش آلودگی‌های زیست‌محیطی نقش مهمی ایفا کنند. از آنجایی که بخش عمده‌ای از آلودگی‌های زیست‌محیطی ناشی از احتراق سوخت‌های فسیلی برای تأمین انرژی می‌باشد اصول و روش‌های کاهش آلودگی‌های زیست‌محیطی و ارزیابی فنی – اقتصادی آن‌ها از مهم‌ترین مسایلی است که در این زمینه مورد بررسی قرار می‌گیرد. قوانین و مقررات زیست‌محیطی، تجارت کردن، بهینه‌سازی مصرف آب و حفظ منابع آبی، تصفیه و استفاده از پساب‌های صنعتی، سیاست‌گذاری ساختاری و در نهایت اعمال استانداردهای زیست‌محیطی نیز از جمله مواردی می‌باشند که در این زمینه پژوهشی در نظر گرفته می‌شود.

## دروس مهندسی انرژی
- برنامه‌ریزی ریاضی پیشرفته
- مهندسی فرایند
- تحلیل سیستم‌های انرژی
- مبانی اقتصاد
- تکنولوژی پینچی
- مدلسازی انرژی
- مهندسی پالایش نفت
- تحلیل ریسک و قابلیت اطمینان
- تحلیل جریان انرژی
- نیروگاه‌های حرارتی، هیدروژنی و خورشیدی
- انرژی و محیط زیست
- توسعه بهینه سیستم‌های انرژی الکتریکی
- طراحی سیستم‌های حرارتی
- طراحی سیستم‌های تولید هم‌زمان برق و حرارت
- صنایع انرژی بر
- مبانی تحلیل سیستم‌های انرژی
- مبانی انتگراسیون فرایند
- ترمو دینامیک ۱ و ۲
- ممیزی انرژی
- تبدیل انرژی

## دانشگاه‌های مجری در ایران
- دانشگاه علم و فناوری مازندران
- مجتمع آموزش عالی لارستان
- مرکز آموزش عالی لامرد
- دانشگاه آزاد اسلامی واحد خمینی شهر
- دانشگاه علوم و تحقیقات تهران
- دانشگاه صنعتی امیرکبیر
- دانشگاه صنعتی شریف
- دانشگاه صنعتی خواجه نصیرالدین طوسی
- دانشگاه تهران
- دانشگاه صنعت نفت
- دانشگاه شهید بهشتی
- دانشگاه شاهرود
- دانشگاه سمنان
- دانشگاه کاشان
- دانشگاه صنعتی سهند
- دانشگاه علم و صنعت ایران
- دانشگاه الزهرا
- دانشگاه شیراز
- دانشگاه صنعتی قم
- دانشگاه تخصصی فناوری‌های نوین آمل
- دانشگاه آزاد اسلامی واحد تهران جنوب
- دانشگاه آزاد اسلامی واحد مشهد
- دانشگاه آزاد اسلامی واحد تبریز
- دانشگاه ارومیه
- دانشگاه امام رضا
- دانشگاه صنعتی ارومیه
- دانشگاه صنعتی قوچان
- دانشگاه صنعتی سجاد
- دانشگاه غیرانتفاعی ارشاد
- دانشگاه غیرانتفاعی انرژی ساوه
- دانشگاه جیرفت

## بازار کار در ایران
فرصتهای شغلی برای دانش آموختگان این دوره می‌تواند در دو بخش خلاصه شود:

### بخش دولتی
وزارت نفت، وزارت نیرو، شرکت ملی نفت ایران، شرکت بهینه‌سازی مصرف سوخت، سازمان انرژی‌های نو ایران، سازمان بهره‌وری انرژی، سازمان حفاظت محیط زیست، سازمان انرژی اتمی ایران، مؤسسه مطالعات بین‌المللی انرژی، وزارت صنعت معدن و تجارت، توانیر و شرکت‌های برق منطقه‌ای، وزارت راه و شهرسازی.

### بخش خصوصی
شرکت‌های توسعه نیروگاه‌ها، شرکت‌های خدمات انرژی، شرکت‌های مهندسی انرژی صنایع نیروگاهی، شرکت‌های طراحی سیستم‌های بهینه‌سازی مصرف انرژی در صنایع و ساختمان، طراحی سیستم‌های انرژی‌های تجدیدپذیر (توربین‌های بادی، سیستم‌های حرارتی و…)